# Syedra apetlonensis
Syedra apetlonensis là một loài nhện trong họ Linyphiidae.
Loài này thuộc chi Syedra. Syedra apetlonensis được Jörg Wunderlich miêu tả năm 1992.